# Racing Club de Strasbourg 1984-1985
Questa voce raccoglie le informazioni riguardanti il Racing Club de Strasbourg nelle competizioni ufficiali della stagione 1984-1985.

## Organigramma societario
Area direttiva
- Presidente: André Bord

Area organizzativa
- Segretario generale: Jean-Michel Colin

Area tecnica
- Allenatore: Jürgen Sundermann, dal 6 marzo Jean-Noël Huck[3]

Area sanitaria
- Medico sociale: Dany Eberhardt

## Maglie e sponsor
Lo sponsor tecnico per la stagione 1984-1985 è Adidas, mentre durante la stagione si alternarono tre sponsor: Hitachi, Mammouth e Capri Loisirs.
| Manica sinistra · Manica sinistra · Maglietta · Maglietta · Manica destra · Manica destra · Pantaloncini · Calzettoni · Calzettoni | Manica sinistra · Manica sinistra · Maglietta · Maglietta · Manica destra · Manica destra · Pantaloncini · Calzettoni · Calzettoni | Manica sinistra · Manica sinistra · Maglietta · Maglietta · Manica destra · Manica destra · Pantaloncini · Calzettoni · Calzettoni |